# Eilema similipuncta
Eilema similipuncta är en fjärilsart som beskrevs av George Francis Hampson 1914. Eilema similipuncta ingår i släktet Eilema och familjen björnspinnare. Inga underarter finns listade i Catalogue of Life.